# Arvin Appiah
Arvin Appiah (Amsterdam, 5 gennaio 2001) è un calciatore inglese con cittadinanza olandese, attaccante dell'Amiens, in prestito dall'Almería.

## Carriera
Cresciuto nel settore giovanile del Nottingham Forest, debutta in prima squadra il 30 ottobre 2018 in occasione dell'incontro di Coppa di Lega perso 3-2 contro il Burton Albion.

## Statistiche

### Presenze e reti nei club
Statistiche aggiornate al 7 febbraio 2023.
| Stagione                 | Squadra                  | Campionato               | Campionato | Campionato | Coppe nazionali | Coppe nazionali | Coppe nazionali | Coppe continentali | Coppe continentali | Coppe continentali | Altre coppe | Altre coppe | Altre coppe | Totale | Totale | Totale |
| Stagione                 | Squadra                  | Comp                     | Pres       | Reti       | Comp            | Pres            | Reti            | Comp               | Pres               | Reti               | Comp        | Pres        | Reti        | Pres   | Reti   |        |
| ------------------------ | ------------------------ | ------------------------ | ---------- | ---------- | --------------- | --------------- | --------------- | ------------------ | ------------------ | ------------------ | ----------- | ----------- | ----------- | ------ | ------ | ------ |
| 2018-2019                | Nottingham Forest        | FLC                      | 6          | 0          | FACup+CdL       | 0+1             | 1               |                    | -                  | -                  |             | -           | -           | 7      | 1      |        |
| ago. 2019                | Nottingham Forest        | FLC                      | 0          | 0          | FACup+CdL       | 0+1             | 0               |                    | -                  | -                  |             | -           | -           | 1      | 0      |        |
| Totale Nottingham Forest | Totale Nottingham Forest | Totale Nottingham Forest | 6          | 0          |                 | 2               | 1               |                    | -                  | -                  |             | -           | -           | 8      | 1      |        |
| 2019-2020                | Almería                  | SD                       | 23         | 1          | CR              | 1               | 0               |                    | -                  | -                  |             | -           | -           | 24     | 1      |        |
| 2020-2021                | Almería                  | SD                       | 1          | 0          | CR              | 3               | 1               |                    | -                  | -                  |             | -           | -           | 4      | 1      |        |
| 2020-2021                | Almería B                | TD                       | 4          | 0          |                 | -               | -               |                    | -                  | -                  |             | -           | -           | 4      | 0      |        |
| 2020-2021                | Lugo                     | SD                       | 13         | 0          | CR              | 0               | 0               |                    | -                  | -                  |             | -           | -           | 13     | 0      |        |
| 2021-2022                | Almería                  | SD                       | 31         | 1          | CR              | 3               | 1               |                    | -                  | -                  |             | -           | -           | 34     | 2      |        |
| Totale Almeria           | Totale Almeria           | Totale Almeria           | 55         | 2          |                 | 7               | 2               |                    | -                  | -                  |             | -           | -           | 62     | 4      |        |
| 2022-gen. 2023           | Tenerife                 | SD                       | 11         | 0          | CR              | 2               | 0               |                    | -                  | -                  |             | -           | -           | 13     | 0      |        |
| gen.-giu. 2023           | Malaga                   | SD                       | 3          | 0          | CR              | 0               | 0               |                    | -                  | -                  |             | -           | -           | 3      | 0      |        |
| Totale carriera          | Totale carriera          | Totale carriera          | 92         | 2          |                 | 11              | 3               |                    | -                  | -                  |             | -           | -           | 103    | 5      |        |

## Palmarès

### Club

#### Competizioni nazionali
- Segunda División: 1

Almería: 2021-2022